# Me’ir Szefeja
Me’ir Szefeja (hebr. מאיר שפיה; ang. Meir Shfeya) – wieś młodzieżowa położona w Samorządzie Regionu Chof ha-Karmel, w dystrykcie Hajfa, w Izraelu.

## Położenie
Me’ir Szefeja leży na wzgórzu położonym na zachodnich zboczach masywu góry Karmel, w odległości 5 kilometrów od wybrzeża Morza Śródziemnego. Okoliczne wzgórza są zalesione. Na południe od wsi jest głęboka wadi rzeki Nachal Dalijja, która łączy się na wschodzie z głęboką wadi strumienia Tlimon. W jej otoczeniu znajdują się miasteczka Zichron Ja’akow i Furajdis, moszawy Ofer, Bat Szelomo i Ammikam.

## Demografia
Liczba mieszkańców Me’ir Szefeja:

## Historia

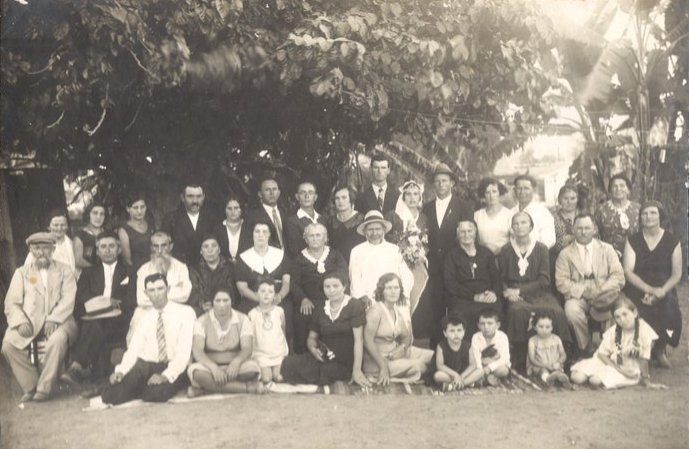
Mieszkańcy Me’ir Szefeja, 1925

Ziemię pod założenie tutejszej wioski zakupił w 1887 roku baron Edmond James de Rothschild od najbogatszego Araba w Hajfie, Salima Khoury. Zakupiono wówczas 8500 hektarów. W 1889 roku przybyło w to miejsce pierwszych dziesięciu młodych osadników, którzy rozpoczęli prace przygotowawcze pod założenie upraw rolniczych. Pierwszy dom wybudowano w 1891 i to właśnie tę datę uznaje się za początek istnienia wioski Meir Szfeja. Początkowo była to kolonia rolnicza przyległa do osiedla Zichron Ja’akow. Nazwano ją na cześć Amschela Majer (Meir) Rothschilda, dziadka barona Edmonda de Rothschilda. Liczba mieszkańców nigdy nie przekraczała 24 rodzin. Każda rodzina otrzymywała gospodarstwo rolne o powierzchni 300 hektarów. Tutejsze pola nawadniano i podjęto próbę założenia dużej winnicy. Aby polepszyć źródła dochodów mieszkańców, we wsi utworzono sanatorium. W 1904 żydowski pedagog Israel Belkind (założyciel ruchu syjonistycznego Bil) przyjechał do Meir Szfeji i w dawnym budynku sanatorium założył ośrodek oświatowy dla sierot z pogromu w Kiszyniowie. W ten sposób powstała pierwsza wieś młodzieżowa w Ziemi Izraela. Została ona pierwotnie nazwana Kirjat Sefer. Gdy podczas I wojny światowej Turcy wypędzili większość Żydów z Tel Awiwu i Jafy, wieś Meir Szfeja przez pewien czas gościła u siebie Gimnazjum Herclija. Wojna pozostawiła wiele osieroconych dzieci, co powodowało powstawanie wielu instytucji niosących im pomoc. W 1923 do wsi przeniosła się z Jerozolimy szkoła dla dziewcząt Aliza, która była finansowana przez syjonistyczną organizację amerykańskich kobiet Hadassah.
Podczas wojny domowej w Mandacie Palestyny w 1948 wieś była wykorzystywana przez żydowską organizację paramilitarną Hagana. Wieś była położona w izolowanej górskiej i zalesionej okolicy. Miejsce to doskonale nadawało się na ośrodek szkoleniowy dla żołnierzy i w ten sposób było wykorzystywane. W 1957 organizacja Hadassah podpisała porozumienie z władzami państwowymi i wieś przekształcono w dzisiejszą wieś młodzieżową.

## Edukacja
We wsi znajduje się szkoła podstawowa z internatami. Uczy się tutaj około 250 uczniów. Nauka w szkole opiera się na podstawowej edukacji połączonej z nauką pracy rolniczej. Szkoła posiada uprawy sezonowe na 460 hektarach. Gospodarstwo mleczne produkuje około 1 miliona litrów mleka rocznie. Kurnik daje około 780 tys. jajek rocznie. Na 90 hektarach znajduje się winnica, z której produkcja wina wynosi około 5 tys. butelek rocznie. Przy szkole znajdują się liczne obiekty sportowe i kulturalne.

## Transport
Ze wsi wychodzi w kierunku południowym droga nr 652, którą można dojechać do drogi ekspresowej nr 70 i miasteczka Zichron Ja’akow.